# 36. војвођанска дивизија НОВЈ
Тридесетшеста војвођанска дивизија била је дивизија Народноослободилачке војске Југославије, формирана 3. марта 1944. у селу Бијелој, у источној Босни, наредбом Врховног штаба НОВ и ПОЈ од Треће и Пете војвођанске ударне бригаде, које су до тада биле у саставу Шеснаесте војвођанске дивизије и Шесте војвођанске ударне бригаде, која је до 9. октобра 1944. дејствовала у Срему.
Од 26. октобра 1944. године у саставу дивизије је и Једанаеста војвођанска ударна бригада, а 16. децембра унутар дивизије је формирана и Артиљеријска бригада. Тридесетшеста дивизија је до 1. јула 1944. била у оперативном погледу потчињена Трећем босанском корпусу, затим Дванаестом војвођанском корпусу, а од 1. јануара 1945. била је у саставу Треће армије ЈА. Приликом формирања имала је око 2.250, а јануара 1945. око 9.600 бораца.

## Борбени пут 36. дивизије
У марту и почетком априла 1943. године Тридесетшеста војвођанска дивизија је водила борбе против јединица немачке 13. СС дивизије у Семберији и на Мајевици. Потом се 18. априла 1944. пребацила преко пута Зворник—Тузла у Бирач. одакле је требало да нападом на Зворник омогући пребацивање Шеснесте и Седамнаесте дивизије у Србију. Међутим, нападом немачке 7. СС дивизије „Принц Еуген“ и домобранског 3. ловачког здруга са линије река Спреча—Кладањ, дивизије је у томе спречена и у борбама од 25. до 30. априла принуђена да се заједно са Шеснаестом и Тридесетосмом дивизијом пробије преко комуникације Шековићи—Власеница у рејон Кладња.
Пошто је 4. маја Шеснаеста дивизија заузела Кладањ, Тридесетшеста дивизија је преко Цапарда упућена на Мајевицу. Ради обезбеђења болнице Дванаестог војвођанског корпуса, дивизија је у периоду од маја до јула 1944. више пута прелазила комуникацију Зворник—Тузла и пробијала се са Мајевице за Бирач и обратно.
Посебно тешке борбе против немачко-усташких снага водила је у другој половини маја у рејону Лопаре, Тузла и на планини Коњух. У јулу је била на Мајевици и у рејону Ораховице, а у другој половини јула у долини реке Спрече и у рејону Олова. Августа 1944. године дивизија је у саставу Дванаестог војвођанског корпуса пребачена преко комуникација Хан-Пијесак—Власеница, Сарајево—Вишеград и Калиновик—Фоча на подручје Дурмитора, где је учествовала у Дурмиторској операцији.
Исцрпљена свакодневним борбама и глађу у 40-одневним маршевима по босанским, црногорским и херцеговачким планинама, дивизија је у саставу Дванаестог војвођанског корпуса 5/6. септембра 1944. форсирала реку Дрину, код Старог Брода и прешла у Србију. наступајући преко планине Таре у правцу Цера, заједно са Шеснаестом дивизијом средином октобра нанела је пораз јаким четничким снагама на планини Медведнику, а затим, после краћег одмора и попуне у рејону Ваљева, учествује у ослобођењу Рађевине, Поцерине и Мачве, а од 12. октобра у борбама за Обреновац, а потом за ослобођење Београда. У октобру 1944. на прилазима Београду дивизији се прикључила и Шеста војвођанска ударна бригада, која је до тада дејствовала у Срему.
Пошто је разбила јаке немачке снаге у рејону Умке, дивизија се у саставу Дванаестог корпуса 21/22. октобра пребацила преко Саве у Срем, где је продужила гоњење немачких снага и у борбама од 23. до 26. октобра ослободила Стару Пазову и Ириг, а учествовала је и у ослобођењу Руме, 27. октобра и Сремске Митровице, 1. новембра. Средином новембра пребачена је у Нови Сад, одакле је после краћег одмора упућена на леву обалу Дунава, ради одбране одсека фронта Апатин-Бачка Паланка.
Почетком децембра, садејствујући јединицама на Сремском фронту, које су вршиле напад на правац Илок—Вуковар, јединице Тридесетшесте дивизије су форсирале Дунав и заузеле Опатовац и Мохово. Крајем децембра 1944. дивизија је пребачена у Мађарску где је заузела положаје на левој обали Драве, код Доњег Михољца, а од 13. до 18. јануара 1945. године на вировитичком мостобрану. У рејону села Питомаче водила је оштре седмодневне борбе, а затим прешла у одбрану до 10. фебруара кад се, због против напада јаких немачких снага, заједно са Шеснаестом и Педесетпрвом војвођанском дивизијом повукла на леву обалу Драве.
У другој половини марта учествовала је у ликвидацији немачког мостобрана на Драви, северно од Валпова, а ноћу 11/12. априла 1945. форсирала је Драву у рејону села Нарде. У завршним операцијама за ослобођење Југославије учествовала је ослобођењу Валпова 12. априла, разбијању немачке колоне између села Брачеваца и Разбојишта 15. априла, ослобођењу Нашица 16. априла, Подравске Слатине 20. априла, Вировитице 25. априла, Копривнице 5. маја, Лудбрега 6. маја, Вараждина и Варждинских Топлица 7. маја и заробљавању немачко—усташко—четничке групације у простору Дравограда 15. маја 1945. године где је завршила свој ратни пут.

## Командни састав дивизије
- Команданти дивизије:
  - Марко Перичин Камењар — од формирања дивизије до јула 1944.
  - Радослав Јовић Мишко — од јула до октобра 1944.
  - Душан Вукасовић — од октобра 1944. до марта 1945.[б]
  - Ђорђе Бикицки Ројник — од марта 1945. до краја рата
- Политички комесари дивизије:
  - Стефан Митровић — од формирања дивизије до јула 1944.
  - Љубомир Момчиловић — од јула до септембра 1944.
  - Богдан Вујошевић — од септембра 1944. до краја рата
- Начелници Штаба дивизије:
  - Антун Кулунџић — од формирања дивизије до септембра 1944.
  - Бранко Крњаја
  - Вукашин Биволаревић Волф